# Ella Fitzgerald Sings Sweet Songs for Swingers
Ella Fitzgerald Sings Sweet Songs for Swingers è il diciassettesimo album della cantante Ella Fitzgerald, pubblicato dalla Verve Records nel 1959.
L'album vede la cantante accompagnata dall'orchestra di Frank DeVol.

## Tracce
Lato A
1. Sweet and Lovely (Gus Amheim, Jules LeMare, Harry Tobias) – 3:15
2. Let's Fall in Love (Harold Arlen, Ted Koehler) – 3:08
3. Makin' Whoopee (Walter Donaldson, Gus Kahn) – 3:47
4. That Old Feeling (Lew Brown, Sammy Fain) – 4:20
5. I Remember You (Johnny Mercer, Victor Schertzinger) – 2:26
6. Moonlight Serenade (Glenn Miller, Mitchell Parish) – 3:03

Lato B
1. Gone with the Wind (Herbert Magidson, Allie Wrubel) – 3:04
2. Can't We Be Friends? (Paul James, Kay Swift) – 3:25
3. Out of This World (Arlen, Mercer) – 4:37
4. My Old Flame (Sam Coslow, Arthur Johnston) – 3:06
5. East of the Sun (and West of the Moon) (Brooks Bowman) – 3:48
6. Lullaby of Broadway (Al Dubin, Harry Warren) – 2:26